# Oktober 2015
Dit artikel geeft een chronologisch overzicht van de belangrijkste gebeurtenissen per dag van de maand oktober in het jaar 2015.

## Gebeurtenissen

### 1 oktober
- Bij een schietpartij op de campus van de Universiteit van Oregon komen zeker tien mensen om het leven, onder wie de schutter.
- De Spaanse president Mariano Rajoy kondigt parlementsverkiezingen aan. Die vinden plaats op 20 december 2015.
- Iran stuurt grondtroepen naar Syrië om de troepen van president Bashar al-Assad en de Libanese militante beweging Hezbollah te steunen bij een offensief.

### 2 oktober
- De Russische luchtmacht voert voor de derde dag op rij bombardementen uit op Syrië. Er worden doelen getroffen van IS en van de rebellen, maar er vallen ook burgerdoden.
- Bij een serie zelfmoordaanslagen gepleegd door vijf meisjes in de Nigeriaanse stad Maiduguri komen 14 mensen om het leven.
- Bij een aardverschuiving in Guatemala komen meer dan 250 mensen om het leven.

### 3 oktober
- In Athene wordt het nieuwe Griekse parlement beëdigd. Het linkse SYRIZA zal gaan regeren met de Onafhankelijke Grieken.
- Bij een bombardement op een kliniek van Artsen zonder Grenzen in de Afghaanse stad Kunduz komen zeker 23 mensen om het leven.
- Bij een dubbele zelfmoordaanslag in de Iraakse hoofdstad Bagdad komen meer dan 15 mensen om het leven.
- In de Oostenrijkse hoofdstad Wenen gaan ruim twintigduizend mensen de straat op om steun te betuigen aan vluchtelingen en te protesteren tegen de anti-immigratiepartij FPÖ.
- Paus Franciscus en de Duitse bondskanselier Angela Merkel zijn genomineerd voor de Nobelprijs voor de Vrede.
- De Amerikaanse president Barack Obama roept de noodtoestand uit in de staat South Carolina vanwege hevige regenval.

### 4 oktober
- IS-strijders blazen de 2000 jaar oude Romeinse triomfboog in de Syrische ruïnestad Palmyra op.
- Bij een ongeluk met een dubbeldeksbus in de Britse stad Coventry komen twee mensen om het leven.
- De centrum-rechtse coalitie van premier Pedro Passos Coelho wint de parlementsverkiezingen in Portugal.
- In Jeruzalem vinden kort na elkaar twee steekpartijen plaats, waarvan een met dodelijke afloop. De beide daders zijn Palestijnen. Een van hen wordt door de politie gedood.

### 5 oktober
- Het officiële dodental als gevolg van de aardverschuiving in Guatemala een week eerder loopt op naar 161. Honderden mensen worden nog vermist.
- Twee Russische gevechtsvliegtuigen die zonder toestemming door het Turkse luchtruim vliegen, worden door de Turkse luchtmacht onderschept.
- Luchtvaartmaatschappij Air France maakt bekend dat er de komende jaren 2900 banen verdwijnen bij het bedrijf.
- De Ierse wetenschapper William Campbell wint samen met de Japaner Satoshi Ōmura en de Chinees Youyou Tu de Nobelprijs voor de Geneeskunde.
- Overstromingen in de Amerikaanse staten North en South Carolina eisen 19 mensenlevens.
- Bij botsingen tussen Palestijnen en het Israëlische leger op de Westelijke Jordaanoever komen twee Palestijnse tieners om het leven.
- De Verenigde Staten, Canada, Australië, Japan en acht andere landen rond de Stille Oceaan sluiten het vrijhandelsverdrag Trans-Pacific Partnership.

### 6 oktober
- Het Nederlandse vrachtschip Flinterstar  zinkt voor de Belgische kust bij Zeebrugge na een aanvaring met de LNG-tanker Al Oraiq. Alle twaalf opvarenden worden gered.
- Rusland voert luchtaanvallen uit op IS-doelen in de Syrische ruïnestad Palmyra.
- Bij een aanval op een hotel in Jemen komen minstens 15 mensen om het leven.
- Alle hulporganisaties verlaten de Afghaanse stad Kunduz vanwege de hevige gevechten aldaar.
- De Japanner Takaaki Kajita en de Canadees Arthur B. McDonald krijgen de Nobelprijs voor de Natuurkunde toegekend vanwege het aantonen dat neutrino's massa hebben.
- Het Europees Hof van Justitie bepaalt dat technologiebedrijven als Apple, Facebook, Google en Microsoft geen gegevens van Europeanen mogen opslaan in de Verenigde Staten.
- Elektronicaketen Dixons en computerketen MyCom zijn failliet verklaard.
- Turkije en de Europese Unie bereiken een conceptplan voor de opvang van vluchtelingen in het Europees Aziatisch land. Het plan voorziet onder meer in de bouw van zes nieuwe asielzoekercentra in Turkije met Europees geld.

### 7 oktober
- De WHO maakt bekend dat er afgelopen week voor het eerst in anderhalf jaar wereldwijd geen nieuwe besmetting van ebola is gerapporteerd.
- De Verenigde Staten laat eind oktober meer dan 5000 gevangenen vervroegd vrij om overbevolking in de gevangenissen tegen te gaan.
- Het Syrische regeringsleger voert samen met de Libanese militante beweging Hezbollah en Iraanse grondtroepen een groot offensief in de provincies Hama en Idlib. Ze worden daarbij ondersteund door Russische lucht- en raketaanvallen.
- De Britse wetenschapper Tomas Lindahl en de Amerikanen Paul Modrich en Aziz Sancar krijgen de Nobelprijs voor de Scheikunde toegekend vanwege hun onderzoek naar DNA-reparatie.

### 8 oktober
- Het tribunaal van de Braziliaanse rekenkamer oordeelt unaniem dat de regering van president Dilma Rousseff de wet overtrad door de begrotingscijfers van 2014 te vervalsen.
- De ethische commissie van de FIFA schorst voorzitter Sepp Blatter en UEFA-voorzitter Michel Platini voor een periode van negentig dagen.
- De Wit-Russische schrijfster Svetlana Aleksijevitsj krijgt de Nobelprijs voor de Literatuur toegekend.
- Bij een bombardement op een bruiloft in Jemen komen meer dan 50 mensen om het leven.
- Er is water aangetroffen op dwergplaneet Pluto en de planeet wordt omringd door een blauwe atmosfeer. Dat meldt ruimtevaartorganisatie NASA.

### 9 oktober
- De Nobelprijs voor de Vrede wordt toegekend aan het Tunesische Nationale Dialoogkwartet, een samenwerkingsverband van organisaties die zich inzetten voor de nieuwe democratie na de Jasmijnrevolutie.
- Frankrijk voert luchtaanvallen uit op een trainingskamp van terreurgroep IS in Syrië.
- De Verenigde Staten stoppen met het trainen van Syrische rebellen.
- Israëlische soldaten schieten zes Palestijnen dood in de Gazastrook. De militairen openden het vuur vanaf de Israëlische grens nadat een groep Palestijnse demonstranten stenen naar ze gooiden.

### 10 oktober
- Bij een bomaanslag in Ankara, Turkije op een vredesmars komen zeker 106 mensen om het leven. De Turkse premier Davutoglu kondigde na de aanslag drie dagen van nationale rouw af.
- Het Utrechts Psalter is door de UNESCO opgenomen op de Werelderfgoedlijst voor documenten.
- De Koerdische PKK kondigt een eenzijdig staakt-het-vuren af.
- Bij een brand in een woonwagenkamp in het oosten van Ierland komen zeker negen mensen om het leven.
- In de Nederlandse hoofdstad Amsterdam gaan duizenden mensen de straat op om te protesteren tegen het handelsverdrag TTIP tussen de Europese Unie en de Verenigde Staten.
- Israëlische veiligheidstroepen schieten twee minderjarige Palestijnse messentrekkers in Jeruzalem en drie Palestijnse stenengooiers bij de grens met de Gazastrook dood.
- De Griekse kustwacht redt meer dan 1000 bootvluchtelingen uit de Egeïsche Zee.

### 11 oktober
- Bij een Israëlische luchtaanval op Hamas-doelen in de Gazastrook komen een Palestijnse zwangere vrouw en haar driejarige dochter om het leven.
- Bij een drietal zelfmoordaanslagen op een vismarkt en een vluchtelingenkamp in het westen van Tsjaad komen zeker 38 mensen om het leven.
- Honderden mensen nemen deel aan een betoging van de Duitse anti-islambeweging Pegida in de Nederlandse stad Utrecht. Het is de eerste Pegida-betoging op Nederlandse bodem.
- Bij Turkse luchtaanvallen op PKK-doelen in het zuidoosten van Turkije en in Noord-Irak komen 14 strijders van de Koerdische beweging om het leven.
- Bij een zelfmoordaanslag in het noorden van Kameroen komen negen mensen om het leven.
- Het Nepalese parlement kiest de communist Khadga Prasad Oli als premier van het land.
- De zittende Wit-Russische president Aleksandr Loekasjenko wint de presidentsverkiezingen in zijn land.
- Met het Albanees voetbalelftal dwingt bondscoach Gianni De Biasi plaatsing af voor het Europees kampioenschap 2016 in Frankrijk door met 3–0 te winnen in en tegen Armenië. Niet eerder plaatste het land zich voor een eindtoernooi.

### 12 oktober
- De Nederlandse Taalunie brengt een nieuwe editie uit van het Groene Boekje, die de vorige uit 2005 vervangt. De regels voor de spelling zijn ongewijzigd gebleven, maar er zijn enkele duizenden nieuwe woorden toegevoegd.
- Rusland hervat de levering van gas aan Oekraïne.
- Bij een ongeluk met een helikopter in Afghanistan komen vijf ISAF-militairen om het leven.
- De Amerikaans-Britse econoom Angus Deaton krijgt de Nobelprijs voor de Economie toegekend.
- De Londense politie heft de permanente blokkade van de Ecuadoriaanse ambassade, waar WikiLeaks-oprichter Julian Assange sinds juni 2012 verblijft, op.

### 13 oktober
- Het Nederlandse Circus Herman Renz wordt officieel failliet verklaard.
- De Onderzoeksraad voor Veiligheid komt met de eindresultaten van het onderzoek naar de ramp met de MH17. De belangrijkste conclusie is dat de linkerkant van de cockpit van het toestel is geraakt door schrapnel van een ontploffende Boek-raket, die van de grond moet zijn afgevuurd.
- De twee grootste brouwerijen ter wereld, AB InBev en SABMiller, bereiken een akkoord over overname, nadat AB InBev voor de derde keer een bod heeft gedaan.
- Het Iraanse parlement keurt het atoomakkoord tussen Iran, de Europese Unie en de zes wereldmachten goed.
- Bij een aanslag op buspassagiers in de Israëlische hoofdstad Jeruzalem komen twee Israëli's om het leven. Elders in het land steekt een Joodse Israëli een andere Joodse Israëli dood omdat hij dacht dat het slachtoffer een Arabier was.
- Na hun overwinning tegen Israël klimt de Belgische nationale voetbalploeg naar de eerste plaats op de FIFA-ranking.

### 14 oktober
- De Jamaicaanse schrijver Marlon James krijgt de Man Booker Prize toegekend voor zijn boek A Brief History of Seven Killings over het geweld in zijn geboorteland. Hij is daarmee de eerste Jamaicaan die deze Britse literatuurprijs wint.
- Het Iraakse leger voert een offensief tegen terreurgroep IS in de Noord-Iraakse stad Baiji.
- In de strijd tegen Boko Haram sturen de Verenigde Staten driehonderd militairen naar Kameroen.
- Bij een steekpartij in een busstation in de Israëlische hoofdstad Jeruzalem komt een Israëlische vrouw om het leven. Elders in de hoofdstad verhinderen politieagenten een aanval met een steekwapen. Hierbij komt de dader om het leven.
- Een meerderheid in de Tweede Kamer stemt in met de plannen van het kabinet-Rutte II voor een sobere opvang van vluchtelingen in Nederland.

### 15 oktober
- De Nigerese regering roept de noodtoestand uit in de regio Diffa vanwege het geweld aldaar.
- De Myanmarese regering sluit met acht rebellengroeperingen een wapenstilstand.
- Bij aardverschuivingen als gevolg van hevige regenval in het midden en zuiden van Italië vallen minstens drie doden.
- De Verenigde Staten verlengt haar militaire missie in Afghanistan.
- Archeologen vinden bij opgravingen in de Chinese provincie Hunan menselijke tanden van minstens 80.000 jaar oud.
- In Duitsland, ten zuiden van de stad Hannover, ontdekken archeologen een Romeins kamp. Op het 30 hectare grote terrein vonden ze onder meer koperen, zilveren en bronzen munten.
- Egypte, Japan, Oekraïne, Senegal en Uruguay krijgen vanaf 2016 een tijdelijke zetel in de Veiligheidsraad van de Verenigde Naties.
- Turkije is bereid vluchtelingen die naar Europa willen komen tegen te houden. In ruil hiervoor steekt de Europese Unie drie miljard euro in de opvang van vluchtelingen in het Europees Aziatisch land en versoepelt de visumregels voor Turken. Dat kwamen beide partijen in een conceptakkoord overeen.
- Duitse media melden dat de Duitse geheime dienst Bundesnachrichtendienst het Amerikaanse ministerie van Buitenlandse Zaken afluisterde.

### 16 oktober
- Bij een dubbele explosie in een moskee in de Nigeriaanse stad Maiduguri komen meer dan twintig mensen om het leven.
- Bulgaarse grenswachten schieten een vluchteling dood die illegaal de Bulgaarse grens overstak.
- Palestijnse jongeren stichten brand bij de graftombe van Jozef in Nablus op de Westelijke Jordaanoever.
- Het Syrische regeringsleger begint met Russische luchtsteun een offensief tegen de rebellen in de stad Aleppo.
- In de Ridderzaal in de Nederlandse stad Den Haag vindt de viering van 200 jaar Staten-Generaal plaats.
- De FIFA start een onderzoek naar de toewijzing van het WK-voetbal 2006 aan Duitsland naar aanleiding van een artikel in het Duitse blad Der Spiegel, waarin staat dat het land FIFA-bestuurders zou hebben omgekocht.
- De Griekse Belgische broers Dimitri Vegas & Like Mike krijgen tijdens de 20ste editie van het Amsterdam Dance Event de DJ Mag Award toegekend.

### 17 oktober
- Hongarije sluit, met uitzondering van twee grensposten, de grens met buurland Kroatië voor vluchtelingen.
- De Amerikaanse regering besluit de boorvergunning voor energieconcern Shell voor de kust van Alaska niet te verlengen. Ook geeft de regering geen nieuwe boorvergunningen af.
- Het Griekse parlement stemt in met het doorvoeren van een aantal door de internationale schuldeisers gevraagde hervormingen.
- Minstens 12 vluchtelingen verdrinken nadat de boot waarop ze zaten voor de Turkse kust zonk.
- 53 van de 195 landen die aangesloten zijn bij de UNESCO stemmen voor een plan van Italië om blauwhelmen in te zetten voor de bescherming van bedreigde monumenten uit de oudheid in het Midden-Oosten.
- In de Israëlische hoofdstad Jeruzalem gaan honderden mensen de straat op om te protesteren tegen het geweld tussen Joden en Palestijnen.
- In Chili begint de zestiende editie van het WK voetbal voor spelers onder 17 jaar. Nigeria is de regerend kampioen.

### 18 oktober
- De Guineese zittende president Alpha Condé wint de presidentsverkiezingen in zijn land.
- Paus Franciscus verklaart het Frans echtpaar Louis en Marie-Azélie Martin heilig.
- De Keniaanse atleet Bernard Kipyego wint voor het tweede opeenvolgende keer de Marathon van Amsterdam.
- Orkaan Koppu eist minstens vier mensenlevens op de Filipijnen.
- Bij een luchtaanval in de Syrische provincie Hama komen minstens 40 IS-strijders om het leven.
- De Zwitserse anti-immigratiepartij SVP wint de parlementsverkiezingen in haar land.
- De volleyballers van Frankrijk winnen voor de eerste keer in de geschiedenis de Europese titel.
- Kim Polling moet zich tevreden stellen met een bronzen medaille bij het prestigieuze grandslamtoernooi van Parijs. De 24-jarige judoka, nummer één van de wereld in de klasse tot 70 kilogram, wint de strijd om de derde plek van Sally Conway uit Groot-Brittannië.

### 19 oktober
- Bij een schietpartij in een busstation in de Israëlische plaats Beër Sjeva komen drie mensen om het leven, onder wie de schutter.
- Bij een vliegtuigcrash op een bakkerij in de Colombiaanse hoofdstad Bogotá komen zeker vijf mensen om het leven.
- De Duitse justitie start een onderzoek naar de toewijzing van het WK-voetbal 2006 aan Duitsland.
- Tienduizenden Syriërs ontvluchten de stad Aleppo nadat het Syrische regeringsleger een tweede offensief begon tegen de rebellen rond de stad.
- Het internationaal erkende parlement van Libië verwerpt het voorstel van de Verenigde Naties voor de vorming van een eenheidsregering in het Noord-Afrikaanse land.

### 20 oktober
- De Canadese politicus Justin Trudeau is gekozen tot premier van het land.
- Bij een Russische bombardement op de Syrische provincie Latakia komen volgens het Syrische Observatorium voor de Mensenrechten meer dan veertig mensen om het leven, onder wie een hoge leider van het Vrij Syrisch Leger.
- In de Indiase deelstaat Kasjmir stort een passagiersbus in een tientallen meters diepe kloof. Hierbij komen zeker 14 mensen om het leven.
- De Congolese politie grijpt in bij hevige protesten tegen het referendum dat dit weekend wordt gehouden. Hierdoor vallen zeker drie doden.
- Bij een granaatinslag in de Syrische provincie Latakia komen drie Russische strijders om het leven.
- Rusland en de Verenigde Staten bereiken een akkoord over het Syrische luchtruim.
- Twee Israëlische militairen schieten twee minderjarige Palestijnen in de stad Hebron op de Westelijke Jordaanoever dood.

### 21 oktober
- De burgemeester van de Belgische stad Antwerpen kondigt het gemeentelijk rampenplan af nadat een gesprongen hoofdwaterleiding een deel van de stad blank legde.
- Een Chinese medewerkster van het Chinese consulaat in de Filipijnse stad Cebu schiet in een restaurant in die stad twee Chinese diplomaten dood.
- Een Amerikaanse straaljager stort neer in het Engelse district East Cambridgeshire. Hierbij komt de piloot om het leven.
- Onderzoekers van de TU Delft ontkrachten Einsteins theorie dat de toestand van een deeltje al vooraf is vastgelegd en bepaald wordt door een verborgen variabele.
- De Iraanse geestelijk leider Ayatollah Khamenei gaat akkoord met het atoomdeal dat zijn land met de zes wereldmachten sloot, maar stelt voorwaarden aan de uitvoering ervan.
- Een Israëlische  militair schiet een Joodse man in de hoofdstad Jeruzalem dood omdat hij werd aangezien  voor een Palestijnse terrorist.
- In de Zuid-Afrikaanse stad Kaapstad gaan duizenden studenten de straat op om te protesteren tegen de verhoging van het collegegeld.

### 22 oktober
- Het Nuon Solar Team van de Technische Universiteit Delft wint voor de zesde keer het World Solar Challenge.
- De Zweedse politie schiet een gemaskerde man dood die een leraar en een leerling in een school in Trollhättan met een zwaard doodstak.
- Amerikaanse speciale troepen en Irakese en Koerdische strijders bevrijden tientallen Koerdische gijzelaars uit handen van terreurgroep IS in Irak. Bij de bevrijdingsactie komt een Amerikaanse militair om het leven.
- Een Noorse wandelaar vindt een ruim 1000 jaar oud Vikingzwaard.
- Rusland kondigt de bouw van een militaire basis af op de door Japan geclaimde eilandengroep Koerilen.

### 23 oktober
- Bij een botsing tussen een bus en een vrachtwagen in het zuidwesten van Frankrijk komen meer dan 40 mensen om het leven.
- De Mexicaanse autoriteiten roepen de noodtoestand uit wegens de orkaan Patricia. De orkaan gaat gepaard met windsnelheden tot 325 kilometer per uur en is ingedeeld in de vijfde categorie van de schaal van Saffir-Simpson, de hoogste categorie voor orkanen.
- Het Midden-Oostenkwartet, bestaande uit de Verenigde Naties, de Europese Unie, de Verenigde Staten en Rusland, komt bijeen in de Oostenrijkse hoofdstad Wenen om het escalerende Israëlisch-Palestijnse conflict te bespreken.
- De Zweedse minderheidsregering en de oppositiepartijen besluiten samen om het immigratiebeleid aan te scherpen.
- De Zuid-Afrikaanse president Jacob Zuma besluit het collegegeld voor universiteitsstudenten niet te verhogen na hevige protesten van studenten bij het regeringsgebouw in Pretoria.
- Tijdens de vijftiende editie van LEGO World in de Jaarbeurs Utrecht is de hoogste LEGO-toren ter wereld gebouwd. De toren is ongeveer 35 meter hoog en wordt opgenomen in het Guinness Book of Records.
- De Belgische regering scherpt het asielbeleid aan.

### 24 oktober
- In de Libische stad Benghazi gaan ruim tweeduizend mensen de straat op om te protesteren tegen het VN-voorstel voor de vorming van een regering van nationale eenheid. Het protest liep uit op een bloedbad, nadat negen mensen omkwamen door een aanslag met mortiergranaten.
- De Europese Commissie legt twaalf EU-landen een geldboete op wegens overschrijding van het melkquotum.
- Bij een dubbele zelfmoordaanslag op een moskee in het noordoosten van Nigeria komen meer dan 40 mensen om het leven.
- De regering van de Volksrepubliek Donetsk trekt de werkvergunning van de internationale hulporganisatie Artsen zonder Grenzen in.
- 180 bezienswaardigheden in meer dan vijftig landen zijn blauw verlicht om te vieren dat de Verenigde Naties zeventig jaar bestaat.
- Een auto rijdt het publiek in tijdens een optocht van de Oklahoma State University. Hierbij vallen drie doden.

### 25 oktober
- De Oekraïense regering in Kiev sluit het luchtruim voor Russische vliegtuigen, als straf voor de annexatie van de Krim en het steunen van de rebellen in het oosten van het land. Als tegenmaatregel sluiten de Russische autoriteiten het luchtruim voor Oekraïense vliegtuigen.
- In Brussel komen de regeringsleiders van tien Europese landen, het EU-grensagentschap Frontex en het Hoog Commissariaat voor de Vluchtelingen (UNHCR) voor een spoedberaad bijeen vanwege de vluchtelingencrisis.
- Bij een brand in een karaokebar op het Indonesische eiland Sulawesi komen zeker twaalf mensen om het leven.
- Lewis Hamilton wordt voor de derde maal in zijn carrière wereldkampioen in de Formule 1. Tijdens de Grand Prix Formule 1 van de Verenigde Staten 2015 behaalt hij met zijn eerste plaats in de race voldoende punten voor het kampioenschap. Hij prolongeert hiermee zijn titel uit 2014.
- De Poolse politica Beata Szydło wordt na de winst van haar partij Recht en Rechtvaardigheid bij de parlementsverkiezingen de nieuwe premier van Polen.
- orkaan Patricia veroorzaakt overstromingen in de Amerikaanse staat Texas.
- De Syrische president Assad stemt onder voorwaarde in met vervroegde presidentsverkiezingen. Voorwaarde is dat het land vrij is van terroristen.

### 26 oktober
- De Guatemalteekse komiek en acteur Jimmy Morales wint de tweede ronde van de presidentsverkiezingen in zijn land.
- Bij een zware aardbeving met een kracht van 7,5 op de schaal van Richter in het grensgebied tussen Afghanistan en Pakistan komen meer dan 300 mensen om het leven.
- Een toeristenboot zinkt voor de westkust van Canada. Hierbij komen minstens vijf van de 27 opvarenden om het leven.
- De Wereldgezondheidsorganisatie concludeert in haar rapport dat bewerkt vlees zoals bacon, ham en hamburgers kanker kan veroorzaken. De organisatie plaatst bewerkt vlees in dezelfde categorie als alcohol, arseen, asbest en sigaretten.
- In Brussel komen de Europese regeringsleiders tijdens een spoedberaad tot een zeventienpuntenplan om de Europese vluchtelingencrisis aan te pakken. Het plan voorziet onder meer in opvangplekken voor 100.000 vluchtelingen langs de Balkanroute naar West-Europa en voor 50.000 vluchtelingen in Griekenland alsmede 400 grensbewakers in Slovenië.
- China en Nederland tekenen een filmverdrag waardoor Chinese filmmakers in het West-Europese land mogen filmen en Nederlandse filmmakers in het Oost-Aziatisch land mogen filmen.
- Archeologen vinden in het zuiden van Griekenland een graftombe die stamt uit de tijd van de Myceense beschaving. In de tombe troffen ze 3500 jaar oude wapens en juwelen aan, waaronder een zwaard, een ketting en meer dan duizend kleine stukken van edelsteen.
- Bij een zelfmoordaanslag in een shi’itische moskee in Saoedi-Arabië valt zeker één dode. Terreurgroep IS eist de aanslag op.
- De Verenigde Staten sturen een oorlogsschip naar de kunstmatige Chinese eilanden in de Zuid-Chinese Zee als verzet tegen territoriale claims van het Oost-Aziatisch land.
- Terreurgroep IS blaast zuilen in de Syrische ruïnestad Palmyra op met drie gevangenen eraan.

### 27 oktober
- Een Saudisch bombardement in Jemen treft een ziekenhuis van hulporganisatie Artsen zonder Grenzen, een meisjesschool en enkele huizen.
- Voorzitter Schulz van het Europees Parlement schorst twee Europarlementariërs. De Pool Janusz Korwin-Mikke en de Italiaan Gianluca Buonanno worden geschorst voor tien dagen en krijgen een boete van 3000 euro wegens het uitbrengen van de Hitlergroet.
- De Europese Unie sluit een stabilisatie- en associatieovereenkomst met Kosovo.
- Bij een aanval door linkse rebellen in Colombia komen elf militairen en een politieagent om het leven.
- Bij de beschieting van een helikopter in het noordwesten van Libië komen minstens negen mensen om het leven.

### 28 oktober
- De Parlementaire enquête naar Fyra concludeert in haar rapport over de Fyra-hogesnelheidstrein tussen Amsterdam en Brussel dat bewindslieden van opeenvolgende Nederlandse kabinetten de Tweede Kamer niet tijdig, onvolledig of onjuist hebben geïnformeerd. Staatssecretaris van Infrastructuur en Milieu Wilma Mansveld diende hierop haar ontslag in omdat zij staatsrechtelijk verantwoordelijk was voor de onjuiste beleidsbeslissingen, ook van vorige bewindslieden.
- Aanhoudende bosbranden in Indonesië leggen meer dan 10.000 hectare in de as en kosten aan minstens 19 mensen het leven.
- De Amerikaanse Senaat neemt een wetsvoorstel aan waardoor bedrijven vrijwillig privégegevens aan de overheid mogen overhandelen.
- De zittende Ivoriaanse president Alassane Ouattara wint de presidentsverkiezingen in zijn land.
- De Turkse politie doet een inval op het hoofdkantoor van het mediaconglomeraat Koza İpek Holding in de hoofdstad Ankara. Bij de inval wordt de boekhouding van het bedrijf geconfisqueerd en wordt het bedrijf onder curatele van de Turkse overheid geplaatst.
- Het Nigeriaanse leger bevrijdt ruim 300 gevangenen uit handen van terreurgroep Boko Haram. Bij de bevrijdingsactie komen dertig strijders van de terreurgroep om het leven.
- De Duitse autofabrikant Volkswagen boekt een historisch verlies van 1,7 miljard euro na het dieselschandaal.
- Het Amerikaanse stelsel van centrale banken, de Federal Reserve, laat het belangrijkste rentetarief op het historisch laag niveau van tussen de 0 en 0,25 procent.
- Een schip met vluchtelingen zinkt na aanvaring met een boot van mensensmokkelaars op de Egeïsche Zee, vlak bij het Griekse eiland Lesbos. Hierbij komen drie mensen om het leven; meer dan 240 anderen worden gered.
- De Nederlandse belangenorganisatie Bits of Freedom kent de Big Brother Awards toe aan minister Ronald Plasterk van Binnenlandse Zaken en de Nederlandse Nationale politie.

### 29 oktober
- China beëindigt haar eenkindpolitiek. Alle Chinezen mogen vanaf nu twee kinderen krijgen.
- De Europese Unie trekt de sancties tegen 170 Wit-Russen tijdelijk in. Aanleiding is de gratieverlening door president Aleksandr Loekasjenko aan zes dissidenten.
- De Saoedische blogger Raif Badawi wint de mensenrechtenprijs Sacharovprijs.
- De Republikein Paul Ryan is gekozen tot voorzitter van het Amerikaanse Huis van Afgevaardigden.
- Elf gevangengenomen pro-Russische rebellen en negen gevangengenomen Oekraïense militairen komen vrij in het kader van een gevangenenruil tussen de autoriteiten in Kiev en de pro-Russische rebellen in Oost-Oekraïne.
- Een boot met migranten zinkt voor de kust van Marokko. Hierbij komen zeker vier mensen om het leven; 15 anderen worden gered.
- De regering van premier Marcel Gumbs van Sint Maarten dient na een motie van wantrouwen van het parlement op het eiland haar ontslag in.

### 30 oktober
- Twee vluchtelingenboten zinken voor de kust van Griekenland. Hierbij komen zeker 22 mensen om het leven; 144 anderen werden gered.
- Bij een luchtaanval in de Syrische stad Douma komen zeker 70 mensen om het leven.
- Bij explosies in een munitiedepot van het Oekraïense leger in het oosten van het land komen minstens twee mensen om het leven.
- In de Oostenrijkse hoofdstad Wenen nemen de Europese Unie, de Verenigde Naties en zeventien landen deel aan de eerste Syrië-top.
- Orkaan Chapala bereikt de Arabische Zee. De orkaan gaat gepaard met windstoten tot 325 kilometer per uur en is ingedeeld in de vijfde categorie van de schaal van Saffir-Simpson, de hoogste categorie voor orkanen. Hij trekt afzwakkend weg richting Jemen en Oman.
- In de strijd tegen terreurgroep IS sturen de Verenigde Staten tientallen commando's naar Syrië.
- Er breekt brand uit tijdens een optreden van de Roemeense metalband Goodbye to Gravity in de hoofdstad Boekarest, waarbij 32 mensen om het leven komen.

### 31 oktober
- Kogalymavia-vlucht 9268 uitgevoerd met een Airbus A321 stort neer op het Egyptische schiereiland Sinaï. Bij de crash komen alle 224 inzittenden om het leven. President Poetin kondigt een dag van nationale rouw af.
- De All Blacks, het Nieuw-Zeelands rugbyteam, winnen voor de derde keer het WK rugby door in de finale het Australisch rugbyteam te verslaan.
- De Europese Centrale Bank concludeert na verschillende stresstests dat de vier grootste Griekse banken een bedrag van 14,4 miljard euro tekortkomen.
- Kim Polling moet in de Grand Prix van Abu Dhabi genoegen nemen met zilver. De Nederlandse judoka verliest in de finale van de categorie tot 70 kilogram op ippon van Laura Vargas-Koch.
- Bij het offensief van het Syrische regeringsleger en de Russische luchtmacht in het gouvernement Aleppo vallen in het afgelopen etmaal meer dan zestig doden.
- In de Israëlische stad Tel Aviv komen tienduizenden mensen bijeen om de moord op premier Yitzhak Rabin te herdenken.
- Bij een schietpartij in de Amerikaanse stad Colorado Springs vallen vier doden, onder wie de schutter.

## Overleden
<< · januari · februari · maart · april · mei · juni · juli · augustus · september · oktober · november · december · >>